# 2025年台灣職業籃球大聯盟季後賽
2025年台灣職業籃球大聯盟季後賽是台灣職業籃球大聯盟（TPBL）2024-25賽季季後賽，分為三戰兩勝制季後挑戰賽、七戰四勝制四強賽與總冠軍賽三個階段。季後挑戰賽於2025年5月23日至5月25日舉行，四強賽於2025年5月29日至6月8日進行，總冠軍賽於2025年6月16日至6月29日進行。季後賽口號為「All Eyes On One Goal」。

## 對陣圖
|  | 季後挑戰賽 | 季後挑戰賽       | 季後挑戰賽 |  |  | 四強賽 | 四強賽         | 四強賽 |              |   | 總冠軍賽 | 總冠軍賽 | 總冠軍賽 |  |
|  |            |                  |            |  |  |        |                |        |              |   |          |          |          |  |
|  |            |                  |            |  |  | 1      | 新北國王       | 4      |              |   |          |          |          |  |
|  | 4          | 臺北台新戰神     | 2          |  |  | 4      | 臺北台新戰神   | 0      |              |   |          |          |          |  |
|  | 5          | 桃園台啤永豐雲豹 | 1          |  |  |        |                |        |              |   | 1        | 新北國王 | 4        |  |
|  |            |                  |            |  |  |        |                | 3      | 高雄全家海神 | 3 |          |          |          |  |
|  |            |                  |            |  |  | 2      | 福爾摩沙夢想家 | 1      |              |   |          |          |          |  |
|  |            |                  |            |  |  | 3      | 高雄全家海神   | 4      |              |   |          |          |          |  |

粗體表示系列賽贏家

## 季後挑戰賽
| 2025年5月23日 19:00 |

| 詳細數據 |

| 臺北台新戰神 68–113 桃園台啤永豐雲豹                               |  |                                                             |
| 每節分數： 20–27、14–30、16–32、18–24                              |  |                                                             |
| 得分： 雷蒙恩（12） 篮板： 艾力克（7） 助攻： 丁聖儒 / 麥卡倫（4） |  | 得分： 高錦瑋（20） 篮板： 威廉斯（12） 助攻： 高錦瑋（10） |
| 桃園台啤永豐雲豹扳成1比1平手                                       |  |                                                             |

| 2025年5月25日 17:00 |

| 詳細數據 |

| 桃園台啤永豐雲豹 84–86 臺北台新戰神                        |  |                                                            |
| 每節分數： 28–20、23–24、16–23、17–19                      |  |                                                            |
| 得分： 克羅馬（28） 篮板： 威廉斯（14） 助攻： 高錦瑋（6） |  | 得分： 錢肯尼（20） 篮板： 莫爾曼（12） 助攻： 麥卡倫（8） |
| 臺北台新戰神以2比1挺進四強賽                               |  |                                                            |

## 四強賽

### （1）新北國王vs（4）臺北台新戰神
| 2025年5月30日 17:00 |

| 詳細數據 |

| 臺北台新戰神 88–111 新北國王                            |  |                                                                   |
| 每節分數： 16–27、19–25、29–35、24–24                   |  |                                                                   |
| 得分： 雷蒙恩（25） 篮板： 米勒（9） 助攻： 麥卡倫（8） |  | 得分： 林書豪（23） 篮板： 桑尼（14） 助攻： 林書緯 / 曼尼高（5） |
| 新北國王以1比0領先                                      |  |                                                                   |

| 2025年6月1日 17:00 |

| 詳細數據 |

| 臺北台新戰神 83–109 新北國王                              |  |                                                           |
| 每節分數： 20–19、17–38、29–31、17–21                     |  |                                                           |
| 得分： 艾力克（15） 篮板： 艾力克（8） 助攻： 麥卡倫（3） |  | 得分： 沃許本（26） 篮板： 桑尼（13） 助攻： 林書緯（15） |
| 新北國王以2比0領先                                        |  |                                                           |

| 2025年6月5日 19:00 |

| 詳細數據 |

| 新北國王 113–104 臺北台新戰神                                             |  |                                                            |
| 每節分數： 28–26、30–27、26–27、29–24                                     |  |                                                            |
| 得分： 曼尼高（24） 篮板： 桑尼 / 曼尼高（8） 助攻： 林書緯 / 林書豪（6） |  | 得分： 莫爾曼（37） 篮板： 莫爾曼（12） 助攻： 莫爾曼（8） |
| 新北國王以3比0聽牌                                                        |  |                                                            |

| 2025年6月7日 17:00 |

| 詳細數據 |

| 新北國王 101–93 臺北台新戰神                             |  |                                                                     |
| 每節分數： 32–33、19–21、24–25、26–14                    |  |                                                                     |
| 得分： 李愷諺（22） 篮板： 桑尼（13） 助攻： 曼尼高（6） |  | 得分： 丁聖儒（17） 篮板： 艾力克（11） 助攻： 丁聖儒 / 曹薰襄（4） |
| 新北國王以4比0挺進總冠軍賽                               |  |                                                                     |

### （2）福爾摩沙夢想家vs（3）高雄全家海神
| 2025年5月29日 19:00 |

| 詳細數據 |

| 高雄全家海神 104–99 福爾摩沙夢想家                    |  |                                                                              |
| 每節分數： 28–30、21–28、19–22、36–19                 |  |                                                                              |
| 得分： 煥亞（24） 篮板： 威勝（8） 助攻： 胡瓏貿（6） |  | 得分： 霍爾曼（30） 篮板： 霍爾曼（15） 助攻： 馬建豪 / 蔣淯安 / 霍爾曼（2） |
| 高雄全家海神以1比0領先                                |  |                                                                              |

| 2025年5月31日 17:00 |

| 詳細數據 |

| 高雄全家海神 93–90 福爾摩沙夢想家                                        |  |                                                            |
| 每節分數： 28–27、12–25、26–23、27–15                                    |  |                                                            |
| 得分： 邱子軒（24） 篮板： 威勝（11） 助攻： 邱子軒 / 克雷格 / 煥亞（4） |  | 得分： 蔣淯安（21） 篮板： 霍爾曼（12） 助攻： 蔣淯安（8） |
| 高雄全家海神以2比0領先                                                   |  |                                                            |

| 2025年6月4日 19:00 |

| 詳細數據 |

| 福爾摩沙夢想家 79–88 高雄全家海神                          |  |                                                          |
| 每節分數： 17–23、21–21、17–21、24–23                      |  |                                                          |
| 得分： 林俊吉（19） 篮板： 霍爾曼（11） 助攻： 林俊吉（6） |  | 得分： 胡瓏貿（23） 篮板： 威勝（18） 助攻： 克雷格（5） |
| 高雄全家海神以3比0聽牌                                     |  |                                                          |

| 2025年6月6日 19:00 |

| 詳細數據 |

| 福爾摩沙夢想家 106–92 高雄全家海神                         |  |                                                       |
| 每節分數： 26–19、41–26、20–22、19–25                      |  |                                                       |
| 得分： 蔣淯安（33） 篮板： 霍爾曼（13） 助攻： 蔣淯安（4） |  | 得分： 煥亞（21） 篮板： 威勝（9） 助攻： 克雷格（6） |
| 福爾摩沙夢想家追成3比1                                     |  |                                                       |

| 2025年6月8日 17:00 |

| 詳細數據 |

| 高雄全家海神 105–102 福爾摩沙夢想家                                |  |                                                            |
| 每節分數： 24–25、26–23、30–32、25–22                              |  |                                                            |
| 得分： 摩爾斯（24） 篮板： 蘇文儒 / 克雷格（8） 助攻： 胡瓏貿（7） |  | 得分： 高柏鎧（21） 篮板： 高柏鎧（12） 助攻： 霍爾曼（6） |
| 高雄全家海神以4比1挺進總冠軍賽                                     |  |                                                            |

## 外部連結
- 官方网站